# キム・ウンジ
キム・ウンジ（朝: 김은지、漢字：金恩智、英: Gim Eun-ji、別名:Gim Un-chi、1990年1月23日 - ）は、大韓民国の女子カーリング選手。京畿道議政府市出身。2014年ソチオリンピック代表。グランドスラム・オブ・カーリング優勝1回。議政府CC所属。

## 経歴
韓国放送通信大学校在学時、冬季ユニバーシアードに2回出場。2011年エルズルム大会では銅メダル、2013年トレンティーノでは銀メダルを獲得。
2010-11年シーズン、初めて世界選手権に韓国代表「Team Ji-sun KIM」（キム・ジソン）のリードとして出場するが、結果は12位で最下位に終わる。
2011-12年シーズン、2年連続で世界選手権に韓国代表として出場。ラウンドロビンを8勝3敗で同国代表史上、初めてプレーオフに進出し歴史を作る。準決勝でスイス、3位決定戦でカナダに敗れ最終順位は4位。
2012-13年シーズン、韓国選手権で3位に終わり、チームは韓国代表から外れた。初めてグランドスラムに招待され、マスターズに出場。ラウンドロビンを3勝1敗で通過、初出場でベスト8入り。
2013-14年シーズン、ソチオリンピックに韓国代表として出場。ラウンドロビンを3勝6敗の8位でプレーオフに進めず予選敗退となった。オリンピック直後の世界選手権に韓国代表として出場。2012年大会同様、ラウンドロビンを8勝3敗で4位通過、プレーオフに進出。プレーオフではアンナ・シードロヴァがスキップを務めるロシアに勝利しベスト4に進出したが準決勝でスイス、3位決定戦で再び対戦したロシアにそれぞれ敗れ4位に終わる。
2015-16年シーズン、韓国選手権で優勝し2シーズンぶりに代表返り咲きになる。ワールドカーリングツアー優勝、そしてパシフィックアジア選手権で銀メダルを獲得し、順調なスタートを切った。世界選手権に韓国代表として出場、ラウンドロビンを5勝6敗で7位に終わった。
2016-17年シーズン、引退したキム・ジソン変わりスキップとして「Team Eun-ji GIM」をスタートさせた。ソル・イェウンがリザーブとして加入。ワールドツアーに数多く出場し、日本で開催された軽井沢国際で優勝。
2018-19年シーズン、ツアーチャレンジ・ティア2に出場、ベスト8入り。
2019-20年シーズン、韓国選手権で優勝、4年ぶりに韓国代表の座を掴む。世界選手権に韓国代表として出場予定であったが、新型コロナウイルス（COVID-19）の感染拡大の影響により開催中止となった。
2020-21年シーズン、韓国選手権で準優勝に終わり、韓国代表の座を失った。
2021-22年シーズン、北京オリンピックのトライアル大会となる韓国選手権でキム・ウンジョンが率いる「Team Eun-jung KIM」に敗れ自身2度目の五輪出場はならなかった。また、このシーズンから世界チームランキング上位のみが出場可能なグランドスラムへ本格的に参戦するようになった。ナショナル、マスターズ、プレーヤーズ選手権の3大会は全て予選敗退となったが、チャンピオンズカップでは韓国のカーリングチームとしては3チーム目のファイナル進出を果たした。
2022-23年シーズン、「Team Min-ji KIM」のスキップだったキム・ミンジが加入。韓国選手権では準優勝に終わり、3シーズンぶりの代表は掴めなかったがツアーでは好調を維持し、オータムゴールドでは韓国勢で初めての優勝を飾ったほか、ナショナルではベスト8、ツアーチャレンジ、マスターズ、カナディアン・オープン、プレーヤーズ選手権の4大会でそれぞれベスト4進出を果たし、世界チームランキングはチーム最高の5位となった。
2023-24年シーズン、ウンジは過去最高の成績を挙げる。韓国選手権では5度目の優勝を飾り、韓国代表に返り咲いた。大会を通して1度しか負けず、前例のない12勝1敗の記録で大会を終えた。オータムゴールドでは決勝まで全勝で2年連続の優勝。パンコンチネンタルカーリング選手権では準決勝でケリー・エイナーソンがスキップを務めるカナダ、決勝では藤澤五月がスキップを務める日本をそれぞれ破り、韓国初のパンコンチネンタルタイトルを獲得した。ナショナルではラウンドロビンを4戦全勝で全体2位通過でプレーオフ進出。準々決勝ではステファニア・コンスタンティーニがスキップを務める「Team Stefania CONSTANTINI」、準決勝ではシルヴァナ・ティリンツォーニがスキップを務める「Team Silvana TIRINZONI」をそれぞれ破り、チーム2度目の決勝進出。決勝ではレイチェル・ホーマンがスキップを務める「Team Rachel HOMAN」に7–6で勝利し、「Team Satsuki FUJISAWA」（ロコ・ソラーレ）に続くアジア人チーム2度目、韓国人チームとしては初のグランドスラム優勝という快挙を成し遂げた。また、世界選手権では初のメダルを獲得。

## 戦績

### 韓国代表
- 冬季オリンピック
  - 2014年ソチ（ ロシア）- 8位
- 世界女子カーリング選手権
  - 2011年エスビャウ（ デンマーク）- 12位
  - 2012年レスブリッジ（ カナダ）- 4位
  - 2014年セントジョン（ カナダ）- 4位
  - 2016年スウィフト・カレント（ カナダ）- 7位
  - 2024年シドニー（ カナダ）-  銅メダル
- パンコンチネンタルカーリング選手権
  - 2023年ケロウナ（ カナダ）-  金メダル
- パシフィックアジアカーリング選手権
  - 2010年義城（ 韓国）-  金メダル
  - 2013年上海（ 中国）-  金メダル
  - 2011年南京（ 中国）-  銀メダル
  - 2015年アルマトイ（ カザフスタン）-  銀メダル
  - 2019年深圳（ 中国）-  銅メダル
- 冬季ユニバーシアード
  - 2011年エルズルム（英語版）（ トルコ）-  銅メダル
  - 2013年トレンティーノ（英語版）（ イタリア）-  銀メダル

### ワールドカーリングツアー

#### グランドスラム
ワールドカーリングツアーにおける最高峰の大会シリーズであるグランドスラムの成績。
| 略語の説明 | 略語の説明         |
| ---------- | ------------------ |
| C          | 優勝               |
| F          | 準優勝             |
| SF         | ベスト4            |
| QF         | ベスト6・ベスト8   |
| R16        | ベスト16           |
| Q          | 予選敗退           |
| T2         | ティア2（2部）出場 |
| DNP        | 大会不参加         |
| N/A        | 開催せず           |

| 大会 / シーズン        | 2013–14 | 2014–15 | 2015–16 | 2016–17 | 2017–18 | 2018–19 | 2019–20 | 2020–21 | 2021–22 | 2022–23 | 2023–24 |
| ---------------------- | ------- | ------- | ------- | ------- | ------- | ------- | ------- | ------- | ------- | ------- | ------- |
| ツアーチャレンジ       | N/A     | N/A     | DNP     | DNP     | DNP     | T2      | DNP     | N/A     | N/A     | SF      | QF      |
| カナディアン・オープン | DNP     | DNP     | DNP     | DNP     | DNP     | DNP     | DNP     | N/A     | N/A     | SF      | QF      |
| ナショナル             | N/A     | N/A     | DNP     | DNP     | DNP     | DNP     | DNP     | N/A     | Q       | QF      | C       |
| マスターズ             | QF      | DNP     | DNP     | DNP     | DNP     | DNP     | DNP     | N/A     | Q       | SF      | QF      |
| プレーヤーズ           | DNP     | DNP     | DNP     | DNP     | DNP     | DNP     | N/A     | DNP     | Q       | SF      | SF      |
| チャンピオンズカップ   | DNP     | DNP     | DNP     | DNP     | DNP     | DNP     | N/A     | DNP     | F       | Q       | N/A     |

- 2022年チャンピオンズカップ - 準優勝
- 2023年ナショナル - 優勝

#### 旧グランドスラム
| 大会 / シーズン  | 2011–12 | 2012–13 | 2013–14 | 2014–15 |
| ---------------- | ------- | ------- | ------- | ------- |
| オータムゴールド | Q       | DNP     | DNP     | Q       |

## チーム

### 4人制女子
| シーズン | フォース     | サード       | セカンド       | リード           | リザーブ         |
| -------- | ------------ | ------------ | -------------- | ---------------- | ---------------- |
| 2010–11  | キム・ジソン | イ・スルビ   | シン・ミソン   | キム・ウンジ     | イ・ヒョンジョン |
| 2011–12  | キム・ジソン | イ・スルビ   | キム・ウンジ   | イ・ヒョンジョン | シン・ミソン     |
| 2012–13  | キム・ジソン | イ・スルビ   | オム・ミンジ   | キム・ウンジ     |                  |
| 2013–14  | キム・ジソン | キム・ウンジ | シン・ミソン   | イ・スルビ       | オム・ミンジ     |
| 2014–15  | キム・ウンジ | イ・スルビ   | オム・ミンジ   | ヨム・ユンジョン |                  |
| 2015–16  | キム・ウンジ | イ・スルビ   | オム・ミンジ   | キム・ジソン     | ヨム・ユンジョン |
| 2016–17  | キム・ウンジ | オム・ミンジ | イ・スルビ     | ヨム・ユンジョン | ソル・イェウン   |
| 2017–18  | キム・ウンジ | オム・ミンジ | ソル・イェウン | ヨム・ユンジョン | イ・スルビ       |
| 2018–19  | キム・ウンジ | オム・ミンジ | ソル・イェウン | キム・スジ       | ソル・イェジ     |
| 2019–20  | キム・ウンジ | オム・ミンジ | キム・スジ     | ソル・イェウン   | ソル・イェジ     |
| 2020–21  | キム・ウンジ | ソル・イェジ | キム・スジ     | ソル・イェウン   | パク・ユビン     |
| 2021–22  | キム・ウンジ | ソル・イェジ | キム・スジ     | ソル・イェウン   | パク・ユビン     |
| 2022–23  | キム・ウンジ | キム・ミンジ | キム・スジ     | ソル・イェウン   | ソル・イェジ     |
| 2023–24  | キム・ウンジ | キム・ミンジ | キム・スジ     | ソル・イェウン   | ソル・イェジ     |